# Conclave de 1314–16
El Conclave de 1314-16 es va celebrar de l'1 de maig del 1314 al 7 d'agost del 1316, primer al palau apostòlic de Carpentras i després a la casa dels Dominics de Lió. És un dels conclaves més llargs en la història de l'Església catòlica Romana i el primer conclave del Papat d'Avinyó. La llargada del conclave fou a causa de la divisió dels cardenals en tres faccions: la italiana (Orsini, Alberti, Stefaneschi, Caetani, Longhi, Fieschi, i els dos Colonna), gascona (de Pellegrue, de Fougères, Nouvel, Teste, de Farges, de Garve, Daux, du Quatre, Raymond, i Godin), i francès/Provençal (els dos Fredol, de Bec, Caignet de Fréauville, de Mandagot, i d'Euse).
La facció italiana volia retornar el papat a Roma; els gascons, molts dels quals eren parents del papa anterior, Climent V, volien retenir els privilegis i poders que havien tingut, i els provençals s'oposaven als objectius italians i gascons.

## Cardenals electors
Entre el cardenals electors hi hi havia un número inusualment alt de cardenals-nebots per dues raons. La primera era que l'anterior pontífex, Climent V, acabava d'establir un rècord pel que fa al nombre de cardenals-nebots que aviat seria superat per Climent VI. El segon motiu era que Clement V havia regnat durant tant de temps que els únics supervivents cardenals italians eren els que van ser elevats a una edat més jove, que tendien a ser familiars del qui els havia promocionat.
| Elector                         | Nacionalitat | Facció    | Ordre i títol de cardenal                            | Elevat           | Elevador      | Altres títols eclesiàstics                      | Notes                              |
| ------------------------------- | ------------ | --------- | ---------------------------------------------------- | ---------------- | ------------- | ----------------------------------------------- | ---------------------------------- |
| Nicolò Albertini, O.P.          | Prato        | Italiana  | Cardenal-bisbe d'Ostia i Velletri                    | 18 desembre 1303 | Benet XI      | Degà del Sagrat Col·legi Cardenalici            |                                    |
| Bérenger Frédol                 | Francès      | "Francès" | Cardenal-bisbe de Frascati                           | 15 desembre 1305 | Climent V     | Grand penitentiary                              | Cardenal-nebot                     |
| Arnaud de Falguières            | Francès      | Gascó     | Cardenal-bisbe de Sabina                             | 19 desembre 1310 | Climent V     |                                                 |                                    |
| Guillaume de Mandagot, C.R.S.A. | Francès      | "Francès" | Cardenal-bisbe de Palestrina                         | 23 desembre 1312 | Climent V     |                                                 |                                    |
| Arnaud d'Aux                    | Francès      | Gascó     | Cardenal-bisbe d'Albano                              | 23 desembre 1312 | Climent V     | Camarleng de l'Església                         | Cardenal-nebot                     |
| Jacques d'Euse                  | Francès      | "Francès" | Cardenal-bisbe de Porto e Santa Rufina               | 23 desembre 1312 | Climent V     |                                                 | Elegit Papa Joan XXII              |
| Nicolas de Fréauville, O.P.     | Francès      | "Francès" | Cardenal-prevere de S. Eusebio                       | 15 desembre 1305 | Climent V     | Protoprevere                                    |                                    |
| Arnaud Nouvel, O.Cist.          | Francès      | Gascó     | Cardenal-prevere de S. Prisca                        | 19 desembre 1310 | Climent V     | Vice-Canceller                                  |                                    |
| Bérenguer Frédol                | Francès      | "Francès" | Cardenal-prevere de Ss. Nereo i Achilleo             | 23 desembre 1312 | Climent V     | Camerlenc del Col·legi Cardenalici              | Cardenal-nebot                     |
| Michel du Bec-Crespin           | Francès      | "Francès" | Cardenal-prevere de S. Stefano al Monte Celio        | 23 desembre 1312 | Climent V     |                                                 |                                    |
| Guillaume Teste                 | Francès      | Gascó     | Cardenal-prevere de S. Ciriaco alle Terme            | 23 desembre 1312 | Climent V     |                                                 |                                    |
| Guillaume Pierre Godin, O.P.    | Francès      | Gascó     | Cardenal-prevere de S. Cecilia                       | 23 desembre 1312 | Climent V     |                                                 |                                    |
| Vital du Four, O.F.M.           | Francès      | Gascó     | Cardenal-prevere de Ss. Silvestro e Martino ai Monti | 23 desembre 1312 | Climent V     |                                                 |                                    |
| Raymond, O.S.B.                 | Francès      | Gascó     | Cardenal-prevere de S. Pudenziana                    | 23 desembre 1312 | Climent V     |                                                 |                                    |
| Giacomo Colonna                 | Romà         | Italiana  | Cardenal-diaca de S. Maria in Via Lata               | 12 març 1278     | Nicolau III   | Protodiaca; arxipreste de la Basílica Liberiana | Oncle del Cardenal Pietro Colonna  |
| Napoleone Orsini                | Romà         | Italiana  | Cardenal-diaca de S. Adriano                         | 16 maig 1288     | Nicolau IV    | Arxipreste de Sant Pere del Vaticà              |                                    |
| Pietro Colonna                  | Romà         | Italiana  | Cardenal-diaca de S. Angelo in Pescheria             | 16 maig 1288     | Nicolau IV    | Arxipreste de la Basílica del Laterà; a Subiaco | Nebot del Cardenal Giacomo Colonna |
| Guglielmo de Longhi             | Bèrgam       | Italiana  | Cardenal-diaca de S. Nicola in Carcere Tulliano      | 18 setembre 1294 | Celestine V   |                                                 |                                    |
| Giacomo Gaetani Stefaneschi     | Roma         | Italiana  | Cardenal-diaca de S. Giorgio in Velabro              | 17 desembre 1295 | Bonifaci VIII |                                                 | Nebot de Bonifaci VIII             |
| Francesco Caetani               | Roma         | Italiana  | Cardenal-diaca de S. Maria in Cosmedin               | 17 desembre 1295 | Bonifaci VIII |                                                 | Nebot de Bonifaci VIII             |
| Luc Fieschi                     | Genovès      | Italiana  | Cardenal-diaca de Ss. Cosme i Damià                  | 2 març 1300      | Bonifaci VIII |                                                 | Nebot del Papa Adrià V             |
| Arnaud de Pellegrue             | Francès      | Gascó     | Cardenal-diaca de S. Maria in Portico                | 15 desembre 1305 | Climent V     | Protector de l'Orde dels Franciscans            | Cardenal-nebot                     |
| Raymond Guillaume des Forges    | Francès      | Gascó     | Cardenal-diaca de S. Maria Nuova                     | 19 desembre 1310 | Climent V     |                                                 | Cardenal-nebot                     |
| Bernard de Garves               | Francès      | Gascó     | Cardenal-diaca de S. Eusebio                         | 19 desembre 1310 | Climent V     |                                                 | Cardenal-nebot                     |